# Црна Гора на Европском првенству у атлетици на отвореном 2010.
Црна Гора је учествовала на Европском првенству 2010. одржаном у Барселони, Шпанија, од 27. јула до 1. августа. То је био њено друго учешће на Европским првенствима под овим именом. Црну Гору су представљале 2. атлетичарке, које су се такмичиле у 2 дисциплине.

## Учесници
| Дисциплина | Мушкарци | Жене              | Укупно |
| ---------- | -------- | ----------------- | ------ |
| маратон    |          | Слађана Перуновић | 1      |
| Скок увис  |          | Марија Вуковић    | 1      |
| Укупно     | 0        | 2                 | 2      |

## Резултати

#### Жене
| Атлетичарка | Дисциплина        | Лични рекорд | Квалификације | Квалификације | Финале            | Финале            | Финале            | Детаљи                                 |
| Атлетичарка | Дисциплина        | Лични рекорд | Резултат      | Место         | Резултат          | Заостатак         | Место             | Детаљи                                 |
| ----------- | ----------------- | ------------ | ------------- | ------------- | ----------------- | ----------------- | ----------------- | -------------------------------------- |
| Скок увис   | Марија Вуковић    | 1,91         | 1,87          | 21/26         | Није се пласирала | Није се пласирала | Није се пласирала | Архивирано на веб-сајту (9. јун 2012)  |
| Маратон     | Слађана Перуновић |              |               |               | Није завршила     | Није завршила     | Није завршила     | Архивирано на веб-сајту (12. јун 2012) |